# Psi Draconis
Psi Draconis (Dziban, ψ Dra; także Psi¹ Draconis) – gwiazda w gwiazdozbiorze Smoka. Jest odległa od Słońca o około 75,5 roku świetlnego. Jest to gwiazda wielokrotna, jedna z gwiazd tego systemu ma także układ planetarny.

## Nazwa
Gwiazda ta ma nazwę własną Dziban, która pochodzi od arabskiego ‏الذئبان‎ Al Dhīʼbain, oznaczającego „parę hien” lub „wilków”. To samo pochodzenie mają nazwy gwiazd Zeta Draconis (Aldhibah) i Eta Draconis (Athebyne). Psi oraz Chi Draconis były także określane nazwą ‏العوهقان‎ Al ʽAuhaḳān, oznaczającą „dwa czarne byki” lub „dwa kruki”; tę jednak stosowano także dla dwóch innych par gwiazd. Międzynarodowa Unia Astronomiczna w 2017 roku formalnie zatwierdziła użycie nazwy Dziban dla określenia tej gwiazdy.
Oznaczenie Bayera Psi Draconis bywa używane dla określenia tego systemu i niezwiązanej, pobliskiej gwiazdy 34 Draconis (Psi² Draconis), jednak oznaczenia ψ¹ i ψ² Draconis były też stosowane dla określenia składników A i B pierwszego układu. Dla uniknięcia pomyłek pierwsze oznaczenie jest rzadziej stosowane.

## Charakterystyka
Dwa widoczne składniki układu Psi Draconis dzieli w przestrzeni odległość 30,1 sekundy kątowej (pomiar z 2016 roku). Pomimo znacznego ruchu własnego, około 30 km/s względem Słońca, prawie nie zmieniły one wzajemnej odległości w ciągu dwóch stuleci obserwacji, co świadczy, że są związane grawitacyjnie. W przestrzeni dzieli je około 700 au, a obieg wokół wspólnego środka masy zajmuje co najmniej 10 tysięcy lat.

### Psi Draconis AC
Jaśniejszy składnik układu, Psi Draconis A, to żółtobiała gwiazda typu widmowego F5, będąca jeszcze na ciągu głównym, lub już podolbrzym. Jest około sześć razy jaśniejsza od Słońca, ma temperaturę 6340 K i masę 1,43 M☉. Zmienność jej prędkości radialnej ujawniła, że gwiazda ma bliską towarzyszkę, czerwonego karła (oznaczonego ψ¹ Dra C) odległego średnio o 8,7 au, który okrąża ją po orbicie o znacznym mimośrodzie (0,67) w czasie około 18 lat. Ma on masę 0,53 M☉. Składnik ten udało się także bezpośrednio zaobserwować z wykorzystaniem interferometrii plamkowej w odległości 0,16 sekundy kątowej od głównej gwiazdy.

### Psi Draconis B
Składnik Psi Draconis B to żółty karzeł należący do typu widmowego G0 dwukrotnie jaśniejszy od Słońca. Ma temperaturę około 6200 K i masę o 19% większą niż masa Słońca. Ma on około 3 miliardy lat. Wahania prędkości radialnej tego składnika ukazują, że krąży wokół niego co najmniej jedna planeta.
Obiekt HD 162004 b (ψ¹ Dra Bb) to gazowy olbrzym około półtora raza masywniejszy od Jowisza. Obiega on gwiazdę po dość ekscentrycznej orbicie w średniej odległości 4,4 au. Długoterminowy trend zmian sugeruje także istnienie dalszej planety (ψ¹ Dra Bc) o dłuższym okresie obiegu.
Układ Psi Draconis B może być analogiem Układu Słonecznego, w którym dwie najmasywniejsze planety krążą w odległości kilku jednostek astronomicznych od Słońca. Bliżej gwiazdy mogły uformować się niezaobserwowane dotąd planety typu ziemskiego, o mniejszych masach.

### Optyczne towarzyszki
System Psi¹ Draconis sąsiaduje na niebie z kilkoma innymi, słabszymi gwiazdami. Gwiazda oznaczona „C” (nie mylić z opisanym wyżej czerwonym karłem) ma wielkość 11,05m i jest odległa o 78,1″ (pomiar z 2004 roku). Składnik D o wielkości 12,98m jest oddalony o 105,9″ (pomiar z 2004 r.). Jego odległość od układu potrójnego Psi Draconis nie zmieniła się znacznie w ciągu stulecia obserwacji, ale wyznaczony ruch własny różni się od jego ruchu. Wreszcie najsłabszy składnik E (14,18m) dzieli od najjaśniejszej gwiazdy układu 69,2″.